# Dub u kaple v Číhané
Dub u kaple v Číhané je památný strom, dub letní (Quercus robur), který roste u kaple svatého Jana a Pavla na návsi v Číhané, části obce Bochov v okrese Karlovy Vary v Karlovarském kraji. 
Nepříliš mohutný zdravý dub je estetickým prvkem, doplňujícím typické venkovské prostředí s menší církevní stavbou.
Obvod kmene měří 316 cm, nízko nasazená koruna sahá do výšky 22 m (měření 2014).
V době vyhlášení památným stromem bylo jeho stáří odhadováno na 200 let. Za památný byl strom vyhlášen v roce 2004 jako esteticky zajímavý strom s významným vzrůstem, krajinná dominanta a součást kulturní památky.

## Stromy v okolí
- Svinovské duby
- Jakobovy lípy
- Lípy u kostela v Přílezech
- Jabloň u Českého Chloumku